# Subotica (Koceljeva)
Subotica (Servisch cyrillisch Суботица) is een plaats in de Servische gemeente Koceljeva. De plaats telt 289 inwoners (2002).